# Miguel Cocco
Miguel Salvador Cocco Guerrero (21 de agosto de 1946 - 20 de mayo de 2009) fue un empresario y político dominicano.

## Primeros años y educación
A muy temprana edad se trasladó a Santo Domingo con sus padres Manuel Augusto Cocco Batlle (quien fuera miembro de la Comisión de Delimitadora de Fronteras de 1929) y Gisela Guerrero Dujarric. Desciende de inmigrantes catalanes, franceses, castellanos y daneses; además, por vía paterna desciende del presidente dominicano Ulises Espaillat.
Realizó sus primeros estudios en el Colegio Católico de la Salle, en 1956, donde desde temprana edad se destacó como estudiante meritorio.
Graduado con lauros académicos como licenciado en Sociología por la Facultad de Ciencias Económicas y Sociales de la Universidad Autónoma de Santo Domingo, (UASD), Cocco, posteriormente, colaboró en dicha institución como docente e investigador, donde cofundó el Centro de Estudios de la Realidad Social Dominicana (CERESD).

## Actividades empresariales
Desde la década de los setenta, Miguel Cocco participó en el sector privado vinculado a la producción e impresión de libros y otras áreas de la industria gráfica, al fundar en 1970 la Editora Alfa y Omega; en 1981 cofundó la Editora El Nuevo Diario S.A., que edita el periódico El Nuevo Diario; en 1980 la edición educativa infantil Tobogan, producción con difusión en República Dominicana, el Caribe y otras naciones de América Latina; y en 1987 fundó el periódico turístico dominicano Touring.

## Empleo gubernamental
Es considerado como el funcionario con la mejor hoja de servicio público de su país.[cita requerida]  Durante el período 1996-2000 fue director general de Aduanas (DGA), cargo que nuevamente le encomendó el presidente Leonel Antonio Fernández Reyna a su retorno al poder en el período 2004-2008 y que, una vez más, le fue confirmado para el período 2008-2012.
Su labor frente a la DGA permitió transparentar, modernizar y agilizar el trabajo en los puertos reduciendo el contrabando y fortaleciendo el cumplimiento de las normas que agilizan el intercambio comercial entre los diversos países; Gracias a esto, la DGA es considerada como la Aduana más moderna de América Latina.
Bajo su gestión -en el 2006- se promulgó la Ley n.º 226 en la que la DGA dejó de ser una dependencia de la Secretaría de Estado de Finanzas (hoy Ministerio de Hacienda) al adquirir autonomía funcional, presupuestaria, administrativa, técnica y patrimonio propio. 
Perteneció honoríficamente a varias organizaciones humanitarias y sin fines de lucro, fue miembro del Comité Central del Partido de la Liberación Dominicana (PLD).
A Cocco se le considera como el padre del acuerdo entre el Partido de la Liberación Dominicana y el Partido Reformista Social Cristiano, conocido como el Frente Patriótico, que llevó al poder al Presidente Leonel Fernández en el año 1996 (20 de mayo de 2009, 10:10 AM, EL PAÍS).

## Reconocimientos en vida yPost Mortem
Su participación en el sector público ha sido reconocida en los últimos años por las principales entidades industriales, empresariales y comerciales del país, reconociéndolo y enfatizándolo como funcionario probo y eficiente.

El 16 de febrero de 2006 fue reconocido por antiguos militantes de la organización Comandos Revolucionarios Camilo Torres (CORECATO), en el que primaron la nostalgia, la poesía, la historia y su compromiso con el futuro.
El 31 de julio de 2006 fue reconocido por la Cámara de Diputados por su trayectoria a favor de los mejores intereses del país al frente de la Dirección General de Aduanas. Igualmente, la UASD le distinguió el 13 de diciembre de 2006 con el título de Profesor Honorario de la Facultad de Ciencias Económicas y Sociales donde el Rector de dicha casa de estudios, Maestro Roberto Reyna Tejada, dijo que "el Director General de Aduanas es el referente moral, del valor y la entrega desinteresada en un país en donde la corrupción es la causante de la aguda pobreza y el atraso social en que vivimos".
El 22 de agosto de 2007, el Senado de la República lo reconoció por su destacada hoja de servicios en su vida pública y privada.
En agosto de 2008 fue reconocido por las Fuerzas Armadas de la República Dominicana por el apoyo ofrecido a los cuerpos armados para el cumplimiento de sus responsabilidades en el resguardo de la seguridad nacional.
En ese mismo mes, fue reconocido por el Colegio de Artistas Plásticos por el apoyo que ha dado a los pintores, escultores, grabadistas, entre otros artistas dominicanos, y por su honestidad como ciudadano y servidor público.
El diputado Luís José González Sánchez estuvo a cargo de la elaboración del anteproyecto de ley que buscó colocar el nombre de Miguel Cocco al edificio que aloja las oficinas de la Dirección General de Aduanas. “Miguel Cocco fue un centinela de la moralidad pública en la República Dominicana; un guardián celoso de los ingresos del Estado y un hombre honesto en todo el sentido de la palabra”, sostuvo. Posteriormente dicho anteproyecto fue promulgado bajo la Ley n.º 363-09 con la que se designa "Edificio Miguel Cocco" a la sede central de la DGA.
[www.elnuevodiario.com, 22/5/2009, 11:40am]
El 11 de diciembre de 2009 el Congreso Nacional aprobó la Ley n.º 363-09 con la que se designa "Edificio Miguel Cocco" a la sede central de la Dirección General de Aduanas, por "Que este dominicano ejemplar ha dejado huellas imperecederas como servidor público, que servirán de paradigma y ejemplo a seguir a las presentes y futuras generaciones." Además "el Lic. Cocco demostró ser un verdadero guardián y defensor del patrimonio público, logrando imponer el respeto, la seriedad y una rígida disciplina, sin perder de vista su elevado sentido de sensibilidad humana y de solidaridad con las clases más desposeídas."
El 27 de abril de 2010, fue develado, en la Editora Alfa & Omega, el primer mural de mosaico en Santo Domingo, a Miguel Cocco, como un homenaje de su esposa Minerva González de Cocco. Dicho mural se encuentra en el Edificio de la Calle José Contreras n.º 69; Su tamaño es de 3 x 4 metros y su creador fue Cristian Tiburcio.
El 20 de mayo de 2010 a las 5:00 P.M., a un año de su fallecimiento de Miguel Cocco, el Lic. Rafael Camilo, designó, de manera oficial, a la sede principal de la Dirección General de Aduanas, con el nombre "Lic. Miguel Cocco".
El 15 de junio, el Ministerio de Hacienda designó -de manera oficial- el salón de conferencias de la institución con el nombre "Sala Lic. Miguel Cocco".
El 20 de agosto de 2010, El director nacional del Departamento Nacional de Investigaciones, (DNI) reconoció el aporte realizado por el exdirector de Adunas,  Miguel Cocco Guerrero, como servidor público y el apoyo que desde esa institución siempre brindó al organismo y a todos las instituciones castrenses para que estas pudieran mejorar sus labores.
El mayor general Ramón Antonio Aquino García, en compañía del también mayor general Héctor Belisario Medina y Medina, Jefe del Cuerpo de Ayudantes Militares del Presidente de la República, entregó a Minerva González viuda Cocco, un pirograbado en madera de una imagen de Miguel Cocco, en la que se resaltan sus grandes condiciones humanas.
En el homenaje rendido a Miguel Cocco por el DNI, su viuda Minerva González entregó como donación toda la colección de armas de fuego que eran propiedad del fallecido funcionario a Medina y Medina, para que sean usadas en la protección del Mandatario.

## Vida personal
Fanático de la lectura y del arte, Miguel Cocco gozó de una vida familiar plena, junto a su esposa y sus cuatro hijas.
Miguel Cocco fue un lector voraz y autor de varias obras especializadas en Sociología, Educación, Política y Economía, además de un protector de las artes y los artistas.

## Muerte
Miguel Cocco falleció el miércoles 20 de mayo de 2009 a consecuencia de un paro cardíaco en el Centro de Diagnóstico, Medicina Avanzada y Telemedicina (CEDIMAT), donde permanecía en cuidados intensivos desde el 6 de mayo.
El doctor Andrés Ureña, jefe de la unidad de cuidados intensivos y responsable del equipo médico que asistió a Cocco, dijo que su muerte se produjo a las 9:15 minutos de la mañana, prácticamente en medio de la ronda médica de los especialistas que le atendían.
Señaló que en la mañana de hoy Cocco se comunicaba con los médicos sobre su estado y que “prácticamente en medio de la ronda hizo un evento súbito, una parada cardiaca –algo que se conoce como disociación electromecánica– y duramos más de 55 minutos tratando de reanimarlo por el equipo completo y al final el paciente no salió de la parada cardiaca”.
“El deceso del paciente se declaró a las 9:15 minutos, y las causas probables del fallecimiento son una embolia pulmonar o un evento vasculocerebral”, dijo Ureña.
Expresó que Cocco mostró un estado de tranquilidad en la mañana de hoy, que en los últimos días había mostrado una mejoría progresiva y en horas de la mañana era un paciente que estaba comunicándose de manera adecuada con su equipo médico, “por lo que su muerte fue el resultado de un evento súbito”.
En medio de llanto y manifestaciones de dolor y tristezas por parte de familiares, amigos y empleados de la Dirección General de Aduanas se escucharon los 21 cañonazos disparados por miembros de las Fuerzas Armadas, en la explanada frontal de la funeraria Blandino en homenaje a Miguel Cocco.                                                                            
Los honores militares a Cocco fueron rendidos a las 11:15 de la mañana -del viernes 22 de mayo. Para los actos en honor a Cocco fue cerrada la avenida Abraham Lincoln, desde la Sarasota hasta la José Contreras.
Miembros de la “Confraternidad de Camilistas”, que fueron sus compañeros de lucha, rememoraron aquellos tiempos al recordar el papel que desempeñó Cocco, vociferando consignas y cantando el Himno del Movimiento 14 de Junio.
Ese mismo día -próximo a las 11:30- la familia quedó en la funeraria para la ceremonia íntima de cremación, mientras que la multitud de inmediato comenzó a marcharse del lugar.

## Decreto Presidencial
El Poder Ejecutivo declaró el viernes 22 de mayo de 2009 como día de "Duelo Oficial" por el fallecimiento de Miguel Cocco Guerrero, director general de Aduanas, quien murió el 20 de mayo, a consecuencia de una embolia pulmonar, en el Centro de Medicina Avanzada y Telemedicina, después de haber permanecido dos semanas en cuidados intensivos.   
El decreto número 405-09, fue firmado por el vicepresidente de la República, doctor Rafael Alburquerque y se ordena, en su artículo dos, rendir los honores militares correspondientes a Cocco Guerrero.
Asimismo, el artículo tres, establece que la Bandera Nacional deberá ondear a media asta el viernes 22 en los recintos militares y edificios públicos.
Declaró también que las Secretarías de Estado de las Fuerzas Armadas y de Interior y Policía serán las encargadas de la ejecución del presente decreto.
En su único considerando indica que «ha fallecido el ejemplar ciudadano y dirigente político, licenciado Miguel Cocco Guerrero, quien se destacó en la lucha política en defensa de la soberanía nacional y de la justicia social, y quien además fue un servidor público honorable e intransigente en la defensa del patrimonio nacional, y quien al momento de su deceso se desempeñaba como Director General de Aduanas, cargo que también ocupó en los períodos constitucionales 1996-2000 y 2004-2008».

## Opiniones
Leonel Fernández Reyna (Presidente de la República Dominicana): En nombre del gobierno dominicano, y en el mío propio, quiero manifestar mi pesar por la muerte de Miguel Cocco, uno de los funcionarios más entregado y eficiente con que hemos contado en la administración pública. Agrega que, nuestra administración ha sufrido una gran pérdida con la desaparición física de este destacado funcionario, que desempeñó sus funciones apegado al cumplimiento de la ley, con transparencia y eficiencia. manifestó tras ser enterado, en España de la infausta noticia. Quiero expresar mis condolencias a su esposa, doña Minerva, a doña Gisela, su madre, y a sus hijas, así como a todos los funcionarios y empleados de la Dirección General de Aduanas donde Miguel Cocco realizó una labor loable que la sociedad dominicana valora positivamente. Miércoles, 20 de mayo de 2009, http://www.santiagodigital.net/index.php?option=com_content&task=view&id=8249&Itemid=12
Rafael Alburquerque ( Vicepresidente de la República Dominicana): Miguel Cocco es una pérdida sensible, no solamente para el gobierno sino para el pueblo dominicano. Dijo que Miguel Cocco fue un luchador infatigable por la independencia, la soberanía nacional y la justicia social. Alburquerque, al referirse de la gestión como servidor público, expresó que Miguel Cocco dio muestras de probidad, de una seriedad y de una integridad excepcional, por lo que es una pérdida grave que duele mucho. seguró que será difícil reemplazarlo o que “alguien pueda calzarse la ropa de Miguel Cocco”. “Fue un trabajador un luchador y un hombre identificado con los mejores intereses del país. 20 de mayo de 2009, 12:00 AM, Centro de Información Gubernamental https://web.archive.org/web/20111124224049/http://www.cig.gob.do/app/article.aspx?id=4013
Reinaldo Pared Pérez (Presidente Cámara de Senadores, R.D.): le costó mucho esfuerzo hablar, las lágrimas rodaban por su rostro, mientras decía que la clase política dominicana y el país habían perdido a un gran hombre y ser humano. Pared Pérez dijo que con la muerte del director de Aduanas, calificado por muchos como el hombre, empresario y funcionario más serio de la actualidad, no solo el Partido de la Liberación Dominicana, sino el país, pierde uno de sus mejores valores. 20 de mayo de 2009, 5:50 PM http://www.camaradediputados.gob.do/app/article.aspx?id=1040&commentMode=true
Julio César Valentín (Presidente Cámara de Diputados, R.D.): resaltó la trayectoria pública y el desempeño honrado como funcionario que representó Miguel Cocco. Afirmó que con su trabajo, el destacado empresario y funcionario demostró que se puede pasar por la administración pública sin marcharse con el oro corruptor que tanto ha afectado la vida política de la República Dominicana. “Aun siendo una figura gigantesca, enorme, Miguel Cocco siempre exhibió una gran humildad y jamás irrespetó ni agredió a nadie”. Además, lo comparó con una columna de mármol plena de decoro y dignidad incuestionable, un ser humano rebelde, irreverente y trasgresor, pero solo contra la injusticia, el deshonor, la deshonra, la corrupción, la inequidad, la explotación y la injusticia. 20 de mayo de 2009, 5:50 PM http://www.camaradediputados.gob.do/app/article.aspx?id=1040&commentMode=true
Tommy Galán Grullón (Senador, R.D.): dijo que con la muerte de Miguel Cocco Guerrero, la administración pública pierde a uno de sus mejores hombres. "Esa, es realidad una pérdida verdaderamente irreparable, porque hombres con las condiciones morales y de servicio permanente como las del fallecido Director de Aduanas, escasean". Manifestó que Cocco en su paso por la administración pública dejó un gran legado, que es el de trabajar "por y para el país". "Yo aprovecho para hacer un llamado a los funcionarios a que emulemos a Miguel Cocco y actuemos con transparencia y probidad en el desempeño de nuestras funciones", señaló. Galán Grullón dijo que ese es el mejor homenaje que se puede tributar al dirigente peledeista. Dijo que en el desempeño de sus funciones por casi nueve años en la Dirección de Aduanas, Cocco nunca faltó a sus obligaciones, siendo un guardián de los bienes del Estado.
Miguel Vargas Maldonado (excandidato presidencial del Partido Revolucionario Dominicano (PRD), dijo que con la muerte de Cocco el país pierde a uno de sus más grande hombres, un gran valor que representa no a un partido político, sino a todos los dominicanos. 21/5/2009, El Nuevo Diario. https://web.archive.org/web/20160308120654/http://elnuevodiario.com.do/app/article.aspx?id=152681

## Enlaces de Interés
- Miguel Cocco, sus palabras
- Miguel Cocco, Ejemplo de Valor e Integridad, Parte 1
- Miguel Cocco, Ejemplo de Valor e Integridad, Parte 2
- Un museo para recordar a Miguel Cocco